# Lech Wieleba
Lech Wieleba (ur. 1950 w Lęborku) – polski kontrabasista i kompozytor jazzowy. Stworzył i rozwinął nową koncepcję w muzyce jazzowej, a mianowicie tzw. Poetic Jazz.

## Życiorys
Absolwent Średniej Szkoły Muzycznej w Gdańsku-Wrzeszczu w klasie kontrabasu. Studiował także kompozycję w Berklee College of Music w Bostonie. 
We wczesnej fazie swojej kariery grywał w 74 Grupie Biednych. W 1978 roku wraz z Leszkiem Kułakowskim założył zespół jazzowy Antiquintet, z którym odnosił znaczące sukcesy w kraju. W 1980 roku grupa zdobyła I nagrodę na festiwalu Jazz nad Odrą oraz w tym samym roku muzyk otrzymał nagrodę Indywidualną im. Krzyszofa Komedy podczas Dni Komedy w Warszawie.  Następnie grał w wielu europejskich formacjach nie tylko jazzowych (Betsy Miller Quartet, Golden Bough, Tritonus), pisał muzykę dla teatru i telewizji, wykładał (inscenizacje: Chawale w Theater am Hechtplatz w Zurychu, La Musica Marguerite Duras w Theatron w Hamburgu, Sie sprechen von mir nur leise Mascha Kaleko, Die Aussenseiter w TV Pro7) i przez pół dekady grał w gdańskiej Orkiestrze Opery i Filharmonii Bałtyckiej. Realizuje także autorskie projekty: Poetic Jazz Symphonic i Wieleba & Wieleba. W 2018 roku wystąpił na festiwalu Sopot Molo Jazz Festival. Od wielu lat mieszka oraz tworzy w Szwajcarii i w Niemczech.

## Wybrana dyskografia

### Albumy
- 2002: Poetic Jazz – Open the Heart
- 2005: Poetic Jazz – Danzarina (razem z Adzikiem Sendeckim)
- 2009: Poetic Jazz – Mazur
- 2012: Swingujące 3-miasto – Antykwintet
- 2015: Poetic Jazz Symphonic
- 2019: Poetic Jazz Symphonic Live in Boston
- 2020: Lech Wielba – Bass Poetry